# TOBI
TOBI（トビ、3月27日 - ）は、日本の漫画家、イラストレーター。東京都出身。男性。イラストレーターのTobiは別人。
代表作にOVA化された「眼鏡なカノジョ」や、「屋上姫」など。無料ウェブコミック誌『COMIC メテオ』（フレックスコミックス）にて『お前ら全員めんどくさい!』を連載。

## 経歴
個人サークル『橙空間』にて創作漫画中心に同人活動を行なう傍ら、2005年よりイラストレーターとして商業活動を開始する。翌2006年には『月刊少年ブラッド』（モビーダ・エンターテインメント）6月号掲載の読みきり漫画「MAID DE KNIGHT!―メイドでないと!―」で漫画家デビュー。
その後は『月刊少年ブラッド』の後継誌である無料ウェブコミック誌『FlexComixブラッド』（フレックスコミックス）にて2007年6月22日より初連載のオムニバス作品「眼鏡なカノジョ」を開始し、当初の予定通り2008年1月29日に全8話で連載を終了した。しかし本作は比較的好評であったため、番外読みきりの発表や連載終了から約3年後にアニメ（OVA）化されるといった展開が為されている。現在はフレックスコミックスと同じグループ会社に属するアプリックスにて活動中。

## 作品リスト

### 連載
- 眼鏡なカノジョ（『FlexComixブラッド』2007年6月22日 - 2008年1月29日） - 初連載作品。
- MAID DE KNIGHT+!―メイドでないとプラス!―（『FlexComixブラッド』2008年8月20日 - 10月15日） - 単行本『眼鏡とメイドの不文律』に収録。
- 銘高祭!（『まんがタイムきららフォワード』2009年1月号 - 2010年1月号）
- 屋上姫（『FlexComixブラッド』2010年9月22日 - 2012年9月26日→『COMIC メテオ』2012年9月26日 - 2013年1月30日）
- お前ら全員めんどくさい!（『COMIC メテオ』2014年1月29日 - 2020年3月25日）

### 読み切り
- MAID DE KNIGHT!―メイドでないと!―（『月刊少年ブラッド』2006年6月号） - デビュー作。単行本『眼鏡とメイドの不文律』に収録。
- 1ねんC撰ぐみ（『チャンピオンRED いちご』Vol.6） - 単行本未収録。
- 神谷君の奮闘〜「眼鏡なカノジョ」スピンオフ〜（『FlexComixブラッド』2008年6月25日） - 単行本『眼鏡とメイドの不文律』に収録。
- キュリー夫人（『週刊マンガ世界の偉人』37号） - 単行本未収録。

### 書籍
各巻の詳細は該当項目を参照。
- 『眼鏡なカノジョ』、発行：フレックスコミックス / 発売：ソフトバンククリエイティブ 〈Flex Comix〉 2008年、全1巻
  - （再版[注 1]） 発行：フレックスコミックス / 発売：ほるぷ出版 〈Flex Comix〉 2012年、全1巻
- 『眼鏡とメイドの不文律』、発行：フレックスコミックス / 発売：ソフトバンククリエイティブ 〈Flex Comix〉 2008年12月20日初版第1刷発行（12月12日発売）、全1巻 ISBN 978-4-7973-5164-4
  - （再版[注 1]） 発行：フレックスコミックス / 発売：ほるぷ出版 〈Flex Comix〉 2012年2月1日初版第1刷発行（同日発売）、全1巻 ISBN 978-4-593-85661-9
- 『銘高祭!』、芳文社 〈まんがタイムKRコミックス〉 2009年 - 2010年、全2巻
- 『屋上姫』、発行：フレックスコミックス / 発売：ソフトバンククリエイティブ 〈Flex Comix〉 2011年、全2巻
  - （再版[注 2]） 発行：フレックスコミックス / 発売：ほるぷ出版 〈Flex Comix〉 2012年 - 2013年、全4巻
- 『お前ら全員めんどくさい!』、発行：フレックスコミックス / 発売：ほるぷ出版 〈メテオCOMICS〉 2014年 - 2020年、全10巻

### その他
- 恋愛暴君（第1話エンドカードイラスト）